# Unghia di Plummer
Con il termine unghia di Plummer ci si riferisce ad una particolare alterazione a carico delle unghie descritta in soggetti affetti da ipertiroidismo.

## Caratteristiche
L'unghia di Plummer rappresenta una separazione del corpo ungueale distale dal letto ungueale, altrimenti chiamata onicolisi. La separazione è probabilmente dovuta alla rapida crescita del corpo dell'unghia ed al catabolismo tireotossico. Questa separazione tra corpo e letto ungueale a causa della onicolisi intrappola lo sporco, dando all'unghia un aspetto scuro.
Nella maggior parte dei pazienti le unghie si mostrano lucide, friabili, recanti striature longitudinali, contorni e superficie appiattita. 
L'onicolisi può colpire qualsiasi dito, ma più comunemente colpisce il quarto ed il quinto dito. Con il progredire della malattia anche altre dita possono essere coinvolte.
La prevalenza di onicolisi nell'ipertiroidismo è del 5,2%.

## Storia
Questa alterazione ungueale fu descritta per la prima volta dal medico statunitense Henry Stanley Plummer nel 1918, in un paziente affetto da ipertiroidismo. La sua scoperta fu pubblicata per la prima volta circa 20 anni dopo nell'Oxford Medicine da Boothby e Plummer nel 1937.

## Altre cause
Altre cause di onicolisi sono dovute a:
- Carcinoma del polmone
- Sifilide
- Sarcoidosi
- Psoriasi
- Farmaci (cloramfenicolo, 5-fluorouracile, bleomicina)